# Supercopa de Chile
Supercopa de Chile neboli chilský fotbalový superpohár je fotbalová soutěž v Chile pořádaná Chilskou fotbalovou asociací (ANFP - Asociación Nacional de Fútbol Profesional de Chile). První ročník se uskutečnil v roce 2013. Hraje se v červenci, inspirací byly národní superpohárové soutěže pořádané v Evropě. Jedná se o zápas mezi vítězem nejvyšší ligy Primera División a vítězem poháru Copa Chile.

## Přehled utkání
Pozn.: vítěz označen tučně

| Rok  | Vítěz (tituly)     | Finalista            | Výsledek       |
| ---- | ------------------ | -------------------- | -------------- |
| 2013 | Unión Española (1) | Universidad de Chile | 2:0            |
| 2014 | O'Higgins FC (1)   | Deportes Iquique     | 1:1 (3:2 pen.) |
| 2015 |                    |                      |                |